# Ringgold Identifier
Ein Ringgold Identifier (Ringgold ID oder RIN) ist ein dauerhafter numerischer Identifikator (Persistent Identifier) für Organisationen des Wissenschaftsbetriebs. Die Ringgold Identify Database enthält fast 600.000 Organisationen diverser wissenschaftlicher Sektoren, darunter Hochschulen, Unternehmen, Krankenhäuser und Regierungsstellen.
Die Ringgold ID wurde 2003 eingeführt, da der Verlag Oxford University Press nach einer Möglichkeit suchte, institutionelle Zeitschriftenabonnenten eindeutig zu identifizieren. Die Ringgold ID ist mit ausführlichen Metadaten über eine Organisation angereichert. Dazu gehören unter anderem Standort, Trägerschaft, Beschäftigtenzahl und vor allem alternative Bezeichnungen einer Einrichtung. Seit 2012 wird die Ringgold ID als Registrierungsstelle für den International Standard Name Identifier (ISNI) genutzt.
Im Jahr 2022 wurde die Ringgold Inc. vom US-amerikanischen Copyright Clearance Center (CCC) übernommen, das kollektive Lizenzierungsdienste im Urheberrecht anbietet.

## Beispiele
- Ringgold ID 9144: Ruprecht Karls Universitat Heidelberg (Germany)
- Ringgold ID 7891: Heidelberg University (Ohio, USA)
- Ringgold ID 27991: Universidad de los Andes (Colombia)
- Ringgold ID 33179: Universidad de Los Andes (Venezuela)[1]